# Lestards

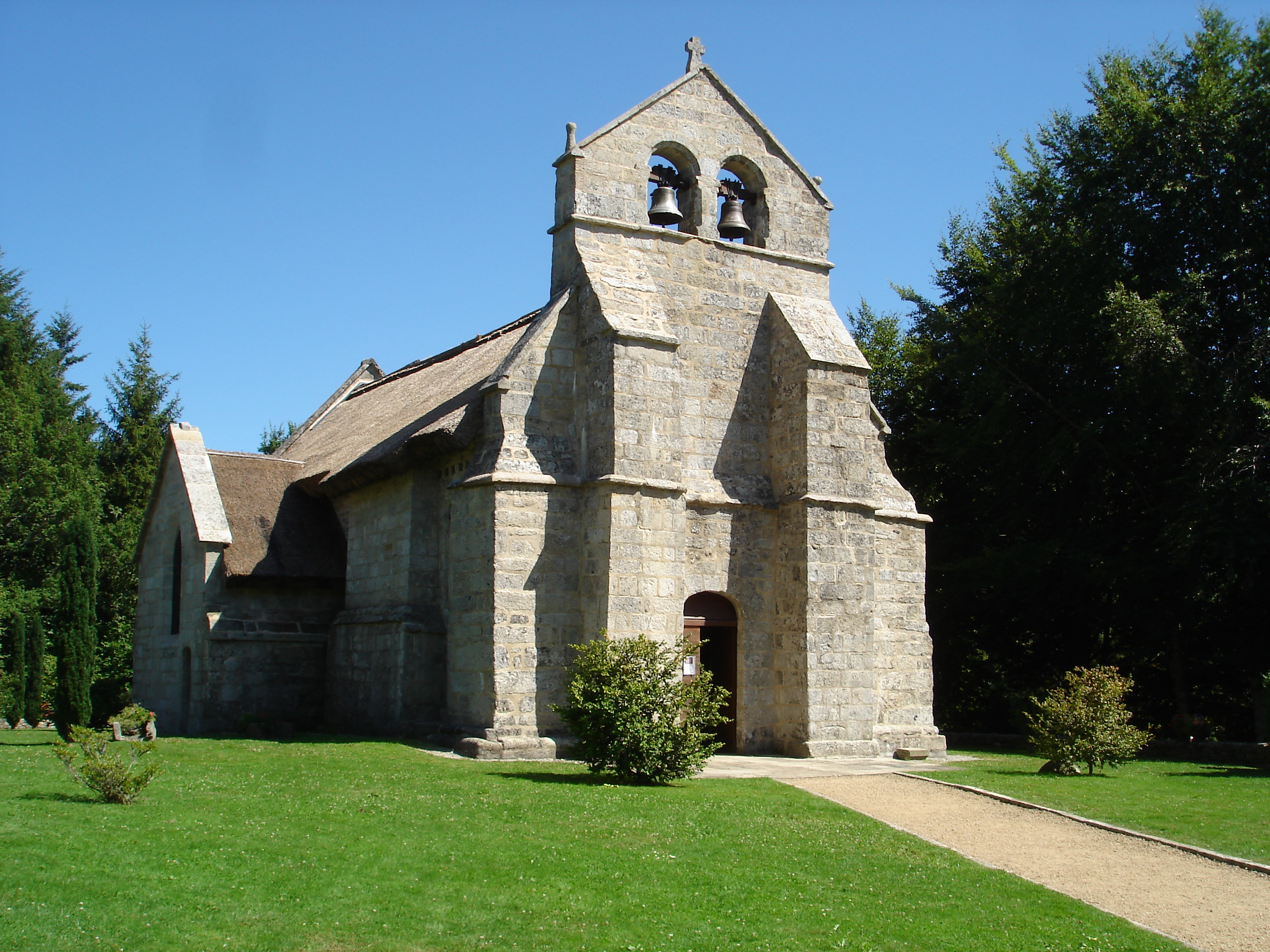
Kościół w Lestards, 2009

Lestards – miejscowość i gmina we Francji, w regionie Nowa Akwitania, w departamencie Corrèze.
Według danych na rok 1990 gminę zamieszkiwało 106 osób, a gęstość zaludnienia wynosiła 6 osób/km² (wśród 747 gmin Limousin Lestards plasuje się na 504. miejscu pod względem liczby ludności, natomiast pod względem powierzchni na miejscu 390.).